# Nicolas de Maistre
Nicolas de Maistre, né le 5 juillet 1965 à Valence, est un haut fonctionnaire français.
Après un début de carrière dans la gendarmerie, il a eu un parcours en France métropolitaine dans la préfectorale.

## Famille, études
Issu d'une famille anoblie en 1763 en Île-de-France mais ayant lui-même ses attaches familiales en Ardèche, diplômé de Saint-Cyr, promotion n° 173 « Général  Jean Callies » (1986-1989). Il épouse Élisabeth Vallery-Radot.

## Parcours initial en gendarmerie
Nicolas de Maistre choisit la Gendarmerie dès sa sortie de l'école. Après sa formation à l’EOGN à Melun (promotion n° 94 « Lieutenant Jules Save » (1989-1990)), il sert en gendarmerie mobile à l’escadron d’Hirson (Aisne) de 1990 à 1995 comme commandant de peloton et d’escadron.
Il est ensuite instructeur en maintien de l’ordre à l’EOGN de 1995 à 1996.
En 1996, il commande la compagnie de gendarmerie départementale de Tours.

## Parcours dans la préfectorale
Il entre ensuite à l'ENA, promotion Averroès (1998-2000).
Nommé sous-préfet, il est directeur de cabinet du préfet d’Indre-et-Loire en 2000. En 2002, il est promu secrétaire général de la préfecture de Haute-Marne, à Chaumont.
De 2004 à 2007, il est détaché comme expert national auprès de la Commission européenne.
Puis il est sous-préfet, directeur du cabinet du préfet de la région Provence-Alpes-Côte d'Azur, préfet des Bouches-du-Rhône, de 2007 à 2009.
De 2009 à 2011, il est sous-directeur des services opérationnels à la direction de la sécurité civile (DSC) au ministère de l’Intérieur.
Il revient dans les territoires comme sous-préfet de Béziers de 2011 à 2014, puis comme secrétaire général de la préfecture de Seine-et-Marne, à Melun, de 2014 à 2019.
Il est nommé, préfet de Haute-Loire le 27 mars 2019 et prend ses fonctions,, au Puy-en-Velay le 23 avril 2019. Il est remplacé à ce poste lors du mouvement préfectoral du 29 juillet 2020 qui touche notamment les trois départements du Puy-de-Dôme, du Cantal et de la Haute-Loire.
Le 26 août 2020, il est nommé directeur de la protection et de la sécurité de l'État au secrétariat général de la défense et de la sécurité nationale.
En septembre 2023, il est nommé chef du service « Justice et Affaires Intérieures (JAI) » à la Représentation permanente de la France auprès de l'Union européenne,.

## Décorations
- Chevalier de la Légion d'honneur (2022)[14]
- Chevalier de l'ordre national du Mérite Il est fait chevalier le 14 mai 2010[15].